# Петровское (Ломоносовский район)
Петро́вское — деревня в Оржицком сельском поселении Ломоносовского района Ленинградской области.

## История
Деревня Петровское известна со времён Новгородской республики, во времена шведской оккупации деревня упоминалась на картах как Петрскондо.
В начале XVIII века вместе с Гостилицкой мызой деревня была подарена Петром Первым инженеру-гидростроителю Б. Миниху.
С 1743 года мыза переходит А. Г. Разумовскому, а в 1824 году её владельцем становится светлейший князь Александр Михайлович Потёмкин.

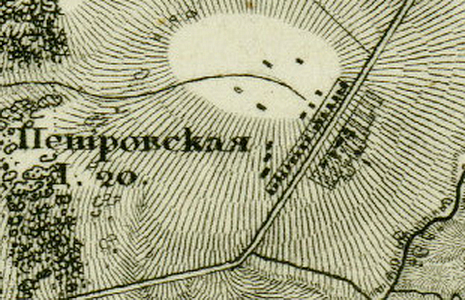
План деревни Петровское. 1831 год

Деревня Петровская из 20 дворов упоминается на «Топографической карте окрестностей Санкт-Петербурга» Ф. Ф. Шуберта 1831 года.
В 1834 году в деревне проживали 20 семей (51 крестьянин и 57 крестьянок) и в отличие от многих других крепостных, местные крестьяне уже тогда имели фамилии. Каждому крестьянину мужского пола Потёмкиным был определён надел в 4 десятины.

ПЕТРОВСКАЯ — деревня принадлежит полковнику Потёмкину, число жителей по ревизии: 51 м. п., 44 ж. п. (1838 год)

В пояснительном тексте к этнографической карте Санкт-Петербургской губернии П. И. Кёппена 1849 года она записана как деревня Petrofsky (Петровская) и указано количество проживающих в ней ингерманландцев на 1848 год: эвремейсов — 17 м. п., 19 ж. п., савакотов — 13 м. п., 10 ж. п., всего 59 человек.

ПЕТРОВСКАЯ — деревня тайного советника Потёмкина, по просёлочной дороге, число дворов — 18, число душ — 50 м. п. (1856 год)

В 1860 году деревня Петровская насчитывала 22 двора, два колодца, постоялый двор и часовню.

ПЕТРОВСКАЯ — деревня владельческая при реке Чёрной, на Гостилицком просёлочном тракте, в 13½ верстах от Петергофа, число дворов — 17, число жителей: 60 м. п., 94 ж. п. (1862 год)

В 1869—1870 годах временнообязанные крестьяне деревни выкупили свои земельные наделы у А. М. Потёмкина и стали собственниками земли.
В конце XIX века деревня административно относилась к Гостилицкой волости 2-го стана Петергофского уезда Санкт-Петербургской губернии, в начале XX века — 3-го стана.
Из 22 дворов, существовавших в деревне на 1903 год, 12 вынуждены были для засева наделов обратиться за ссудой.
С 1917 по 1923 год деревня входила в состав Порожкинского сельсовета Гостилицкой волости Петергофского уезда.
С 1923 года в составе Гостилицкого сельсовета Троцкого уезда.
С 1924 года в составе Забородского сельсовета.
Согласно данным переписи населения СССР 1926 года в деревне Петровское проживали 100 человек — большинство русские, а также эстонцы и поляки.
С 1927 года в составе Ораниенбаумского района.
С 1928 года в составе Гостилицкого сельсовета. В 1928 году население деревни Петровское также составляло 100 человек.
По данным 1933 года деревня называлась Петровское и входила в состав Гостилицкого сельсовета Ораниенбаумского района.

План деревни Петровское. 1939 год

Согласно топографической карте 1939 года деревня называлась Петровская и насчитывала 24 крестьянских двора.
Во время Великой Отечественной деревня в течение трёх лет находилось на линии фронта ораниенбаумского плацдарма. В 4 км к западу от деревни была начата операция «Январский гром», приведшая к полному снятию блокады. На территориях, прилегающих к деревне, через 65 лет окончания войны находят артиллерийские мины.
Деревня была освобождена от немецко-фашистских оккупантов 19 января 1944 года.
С 1963 года в составе Гатчинского района.
С 1965 года вновь в составе Ломоносовского района. В 1965 году население деревни Петровское составляло 321 человек.
По данным 1966 и 1973 годов деревня Петровское также находилась в составе Гостилицкого сельсовета.
По данным 1990 года деревня Петровское входила в состав Оржицкого сельсовета Ломоносовского района.
В 1997 году в деревне проживали 128 человек, в 2002 году — 122 человека (русские — 92 %), в 2007 году — 125.

## География
Деревня расположена в центральной части района на автодороге 41К-008 (Петродворец — Криково).
Расстояние до административного центра поселения — 6 км.
Расстояние до ближайшей железнодорожной станции Ораниенбаум I — 23 км.
Через деревню протекает река Чёрная.

## Демография
| 1838 | 1848 | 1862 | 1997 | 2002 | 2007 | 2010 |
| ---- | ---- | ---- | ---- | ---- | ---- | ---- |
| 96   | ↘59  | ↗154 | ↘128 | ↘122 | ↗125 | ↗156 |
| 2017 |      |      |      |      |      |      |
| ↘147 |      |      |      |      |      |      |

## Достопримечательности
- Мемориал «Якорь» — 5,5 км северо-восточнее деревни.
- Памятник деревне Коровино, сожженной фашистами — 2 км северо-восточнее деревни.
- Мемориал «Январский гром» — 4 км юго-западнее деревни.

## Улицы
Дачная, Зелёная, Лесная, Луговая, Новая, Песочная, Речная, Светлая, Счастливая, Тенистая, Цветочная, Центральная.